# Coppa Italia di pallacanestro maschile 2007
La Coppa Italia di pallacanestro maschile 2007 si è disputata al Unipol Arena di Casalecchio di Reno (BO).
I quarti di finale si sono svolti l'8 ed il 9 febbraio; le semifinali il 10 febbraio: la finale l'11 febbraio. Per la prima volta la fase finale (final eight) è stata organizzata da un club (la Virtus Bologna) in collaborazione con la Lega Basket. A vincere la Coppa è stata la Benetton Treviso.

## Squadre
Le squadre qualificate sono le prime otto classificate al termine del girone di andata della Serie A 2006-2007. Le prime 4 squadre in classifica sono state considerate teste di serie senza possibilità di scontrarsi al primo turno, mentre le altre (5º-8º posto) sono state abbinate alle teste di serie per sorteggio.
1. Montepaschi Siena
2. VidiVici Bologna
3. Armani Jeans Milano
4. Benetton Treviso
5. Whirlpool Varese
6. Eldo Napoli
7. Premiata Montegranaro
8. Lottomatica Roma

## Tabellone
|  | Quarti di finale 8-9 febbraio | Quarti di finale 8-9 febbraio | Quarti di finale 8-9 febbraio |                  |                  | Semifinali 10 febbraio | Semifinali 10 febbraio | Semifinali 10 febbraio |  |  | Finale 11 febbraio | Finale 11 febbraio | Finale 11 febbraio |
|  |                               |                               |                               |                  |                  |                        |                        |                        |  |  |                    |                    |                    |
|  | 1                             | Montepaschi Siena             | 86                            |                  |                  |                        |                        |                        |  |  |                    |                    |                    |
|  | 6                             | Eldo Napoli                   | 69                            |                  |                  |                        |                        |                        |  |  |                    |                    |                    |
|  | 6                             | Eldo Napoli                   | 69                            |                  | 1                | Montepaschi Siena      | 75                     |                        |  |  |                    |                    |                    |
|  |                               |                               |                               |                  | 1                | Montepaschi Siena      | 75                     |                        |  |  |                    |                    |                    |
|  |                               | 4                             | Benetton Treviso              | 76               |                  |                        |                        |                        |  |  |                    |                    |                    |
|  | 4                             | 4                             | Benetton Treviso              | 76               | Benetton Treviso | 75                     |                        |                        |  |  |                    |                    |                    |
|  | 4                             |                               |                               |                  | Benetton Treviso | 75                     |                        |                        |  |  |                    |                    |                    |
|  | 8                             | Lottomatica Roma              | 67                            |                  |                  |                        |                        |                        |  |  |                    |                    |                    |
|  |                               |                               |                               |                  |                  |                        |                        |                        |  |  | 4                  | Benetton Treviso   | 67                 |
|  |                               |                               | 2                             | VidiVici Bologna | 65               |                        |                        |                        |  |  |                    |                    |                    |
|  | 3                             | Armani Jeans Milano           | 74                            |                  |                  |                        |                        |                        |  |  |                    |                    |                    |
|  | 7                             | Premiata Montegranaro         | 70                            |                  |                  |                        |                        |                        |  |  |                    |                    |                    |
|  | 7                             | Premiata Montegranaro         | 70                            |                  | 3                | Armani Jeans Milano    | 85                     |                        |  |  |                    |                    |                    |
|  |                               |                               |                               |                  | 3                | Armani Jeans Milano    | 85                     |                        |  |  |                    |                    |                    |
|  |                               | 2                             | VidiVici Bologna              | 87               |                  |                        |                        |                        |  |  |                    |                    |                    |
|  | 2                             | 2                             | VidiVici Bologna              | 87               | VidiVici Bologna | 69                     |                        |                        |  |  |                    |                    |                    |
|  | 2                             |                               |                               |                  | VidiVici Bologna | 69                     |                        |                        |  |  |                    |                    |                    |
|  | 5                             | Whirlpool Varese              | 62                            |                  |                  |                        |                        |                        |  |  |                    |                    |                    |

## Verdetti
- Vincitrice Coppa Italia: Benetton Treviso

Terrell Lyday, Nikos Zīsīs, Matteo Soragna, Marco Mordente, Erazem Lorbek, Roberto Rullo, Daniele Sandri, Angelo Gigli, Preston Shumpert, Spencer Nelson, Marcus Goree, Gino Cuccarolo. Allenatore: David Blatt.
- MVP delle finali: Spencer Nelson, Benetton Treviso